# 서아시아의 교통
아프가니스탄은 카불－칸다하르사이, 64년 구소련의 원조로 개통된 카불에서 힌두쿠시 산맥을 관통하는 살랑터널 등의 간선도로는 좋으나, 그 외는 사막도로이다. 이란은 산유국답게 잘 정비된 도로망에 주로 자동차가 이용되고 있다. 원거리 버스 노선도 잘 발달하여 북·서유럽 여러 나라와의 사이에 국제버스가 운행되고 있다. 테헤란에서 서쪽으로는 자동차전용고속도로가 이어져 있다. 도시교통도 전적으로 택시·버스에 의존하고 있기 때문에 교통의 마비상태는 대단하다.  이란의 철도는 테헤란을 중심으로 페르시아만연안·카스피해연안·아제르바이잔·호라산·케르만에 통하고 있으며 그 연장은 5,000km에 달한다. 터키는 공화국 수립 이전인 1856년에 시작된 철도건설이 거의 전적으로 외국자본에 의한 것이었으나 철도는 그 후 전부 국유화되었다. 국토 전역에 미치는 철도는 물자수송의 주요수단이 되고 있다. 주요간선은 이라크의 바그다드에서 아나톨리아 고원을 횡단하여 이스탄불에 이르는 바그다드 철도이다. 수도 앙카라와 지중해, 에게해, 흑해 연안의 모든 도시를 연결하는 철도는 잘 발달해 있으나 폰투스 산맥과 타우루스 산맥이 흑해와 지중해에 연해 있기 때문에 해안지방의 여러 도시를 연결하는 철도망은 발달해 있지 않다. 터키 최대의 항구 이스탄불은 흑해와 마르마라해 중간에 위치한다는 좋은 지리적 조건 때문에 물자의 거래가 성행한다. 에게 해안의 이즈미르, 지중해안의 이스켄데룬, 흑해안의 삼순과 트라브존도 주요항구이다. 터키는 근년에 항공기의 발달로 국내항로가 정비되었는데 이스탄불은 국제항공상의 요지가 되어 있기도 하다.

## 각국별 교통

### 아랍에미리트
두바이의 대중교통은 '도로교통국 (Roads and Transport Authority, RTA)'에 의해 관리된다. 최근에 RTA는 300 버스들을 독일의 MAN AG라는 회사로부터 사들였다 버스 시스템을 운영중이다. 이는 두바이 도시의 대두되고 있는 교통 문제를 해소하기 위함이었다. 또한, RTA는 두바이 지하철 체계를 개발하고 있다. 첫 번째 지하철 노선은 2009년 9월에 완성될 것으로 예상되고 있다. 현재 개발 중인 옐로 노선은 인공섬인 팜 아일랜드 (Palm Islands)을 통과할 예정이다.
최근에는 두바이 에미리트가 새로운 통행료 징수 시스템을 2007년 7월에 개발했다. 이 새로운 시스템은 사리크(아랍어로 투명하고 매끄러움을 뜻한다)라 불린다. 이 새로운 시스템은 통행료 부스가 없고 최신의 기술을 활용을 한다. 또한 차량들은 통행료 부스를 고속으로 통과할 수 있다. 이 부스를 지날 때마다 RFID 기술이 활용되어 AED 4가 운전사의 선불 계정으로부터 차감한다.
1985년에 두바이는 자국의 항공사 에미레이트 항공을 창립하였다. 2007년에 이 항공사는 세계에서 제일 빠르게 성장하는 항공사 중에 하나가 되었다. 아스널 FC의 스폰서는 자국의 에미레이트 항공이다.

### 아프가니스탄
토인비가 말한 것처럼 아프가니스탄은 역사상 동서문명의 십자로 역할을 했다. 아시아와 유럽을 연결하는 교통로로 인도에 이르는 길목 구실도 했는데, 근년에는 인도양 항로의 발달 및 국제항공의 발달로 유라시아 대륙 중앙에 위치하는데서 오는 종래의 우위성은 없어졌다. 카불－칸다하르사이, 64년 구소련의 원조로 개통된 카불에서 힌두쿠시 산맥을 관통하는 살랑터널 등의 간선도로는 좋으나, 그 외는 사막도로이다.

### 이란
육상 교통은 산유국답게 잘 정비된 도로망에 주로 자동차가 이용되고 있다. 원거리 버스 노선도 잘 발달하여 북·서유럽 여러 나라와의 사이에 국제버스가 운행되고 있다. 테헤란에서 서쪽으로는 자동차전용고속도로가 이어져 있다. 도시교통도 전적으로 택시·버스에 의존하고 있기 때문에 교통의 마비상태는 대단하다. 철도는 테헤란을 중심으로 페르시아만연안·카스피해연안·아제르바이잔·호라산·케르만에 통하고 있으며 그 연장은 5,000km에 달한다.

### 터키
공화국 수립 이전인 1856년에 시작된 철도건설은 거의 전적으로 외국자본에 의한 것이었으나 철도는 그 후 전부 국유화되었다. 국토 전역에 미치는 철도는 물자수송의 주요수단이 되고 있다. 주요간선은 이라크의 바그다드에서 아나톨리아 고원을 횡단하여 이스탄불에 이르는 바그다드 철도이다. 수도 앙카라와 지중해, 에게해, 흑해 연안의 모든 도시를 연결하는 철도는 잘 발달해 있으나 폰투스 산맥과 타우루스 산맥이 흑해와 지중해에 연해 있기 때문에 해안지방의 여러 도시를 연결하는 철도망은 발달해 있지 않다. 예부터 해상 교통이 활발했던 이유도 여기에 있다. 터키 최대의 항구 이스탄불은 흑해와 마르마라해 중간에 위치한다는 좋은 지리적 조건 때문에 물자의 거래가 성행한다. 에게 해안의 이즈미르, 지중해안의 이스켄데룬, 흑해안의 삼순과 트라브존도 주요항구이다. 근년에는 항공기의 발달로 국내항로가 정비되었는데 이스탄불은 국제항공상의 요지가 되어 있기도 하다.